# Cilindro centrale
In botanica, il cilindro centrale rappresenta la porzione più interna del fusto e della radice, indicata anche con il termine stele. 

## Teoria della stele
Il concetto di stele è stato sviluppato alla fine del diciannovesimo secolo dai botanici francesi P. E. L. van Tieghem e H. Doultion come modello per la comprensione delle relazioni tra fusto e radici e per disporre di uno strumento adatto ad interpretare l'evoluzione delle spermatofite. 
Secondo la teoria della stele, l'insieme costituito dai fasci conduttori e dai tessuti parenchimatici e meccanici a essi associati rappresenta un'entità unitaria distinta dai tessuti a essa esterni e facenti invece parte del cilindro corticale. Tale entità è detta stele ed è soprattutto ben individuabile nella radice. Nella radice la stele comprende tutte le strutture situate internamente all'endoderma, a cominciare dal periciclo. Nella radice la stele comprende un solo fascio cribro-vascolare di tipo radiale (actinostele). Col passaggio al fusto, l'unitarità della stele appare meno evidente, poiché l'unico fascio si "spezza" in numerosi fasci indipendenti in relazione alla presenza delle foglie entro le quali i fasci debbono penetrare. Inoltre, viene meno la presenza dell'endoderma nella sua forma tipica, per cui il confine tra stele e cilindro corticale è meno definito da un punto di vista anatomico. Tuttavia, il concetto di stele resta altrettanto valido e applicabile anche nel caso del fusto. Ciò è giustificato prima di tutto da motivi di natura embriologica, di origine dei diversi tessuti. Come per la radice, anche nel fusto la porzione della stele trae origine dal procambio, che produce gli elementi tissutali dei fasci conduttori, e dal meristema fondamentale del protomidollo, più abbondante nel fusto che nella radice. Al contrario, gli strati corticali prendono origine dalla protocorteccia, che forma anche l'endoderma. Nel fusto l'endoderma, pur non presentando le caratteristiche tipiche presenti nella radice, non è assente da un punto di vista anatomico, ma "si confonde" almeno in parte con le normali cellule parenchimatiche del cilindro corticale e di quello centrale. Tuttavia non è infrequente che l'ultimo strato del cilindro corticale sia distinguibile per via di uno speciale accumulo di granuli d'amido o di cristalli d'ossalato di calcio, per cui si parla di guaina amilifera o ossalifera. Tale strato prende in generale il nome di strato endodermoide.

## Tipi di stele
- Protostele: il sistema di conduzione organizza un unico fascio cribro-vascolare centrale di tipo concentrico. Vi sono sia forme in cui lo xilema è interno e il floema esterno (fascio perixilematico), sia viceversa (fascio perifloematico). Verosimilmente si tratta di una stele primitiva, tipica delle prime spermatofite ma presente anche in forme più recenti di felci.

- Actinostele: (dal greco ακτινοτός „radiale“) anche qui si ha un solo fascio centrale, tuttavia lo xilema centrale si distribuisce dal centro secondo dei raggi, detti arche. Il floema "riempie" gli spazi tra le arche xilematiche costituendo a sua volta delle arche floematiche che si alternano alle prime. L'actinostele si trova nei fusti di pteridofite primitive, ma anche nella radice in struttura primaria di tutte le spermatofite.

- Plectostele: (dal greco. πλεκτός) è considerata una forma di transizione verso le steli descritte di seguito. Consiste di un fascio centrale in cui si individuano bande di xilema immerse nel floema.

- Polistele: più fasci concentrici, ognuno dei quali rappresenta una stele. Si considera derivata dall'actinostele.
- Sifonostele: (dal greco σίφον) nell'unico fascio centrale compare il midollo centrale. Si trova in talune famiglie di pteridofite. Se il floema è esterno, è detta ectofloica, se si trova su entrambi i lati dello xilema è detta anfifloica.
- Dictiostele: molto simile alla sifonostele. In questo caso il midollo non è completamente racchiuso, ma individuato da più fasci concentrici.
- Eustele: stele delle dicotiledoni. I fasci conduttori sono collaterali, distribuiti secondo una circonferenza e separati da raggi midollari che collegano il midollo al cilindro corticale. Generalmente i fasci sono aperti per la presenza di un cambio tra xilema e floema, per cui è possibile la crescita secondaria.
- Atactostele: (dal greco άτακτος „senza ordine“) stele del fusto delle monocotiledoni. I fasci conduttori sono collaterali chiusi e distribuiti in apparente disordine in tutto il cilindro centrale. Il cilindro corticale è normalmente molto ridotto.